# 齊氏石鮒
齊氏石鮒（学名：Paratanakia chii）為輻鰭魚綱鯉形目鱊科鱊屬的一種，為溫帶淡水魚，分布於台灣及中國的淡水流域，體長可達5.6公分，棲息在植物生長茂密的底中層水域，繁殖期時雌魚會將卵產在貽貝中，幼魚孵化而且停留在貝殼內中，直到它們能游泳。

## 扩展阅读
維基物種上的相關：齊氏石鮒